# 梵净山菝葜
梵净山菝葜（学名：Smilax vanchingshanensis）为百合科菝葜属下的一个种。其种加词“vanchingshanensis”意为“贵州梵净山的”。